# 로젤
로젤(영어: roselle, 학명: Hibiscus sabdariffa 히비스쿠스 사브다리파[*])은 아욱과의 한해살이풀이다.

## 특징
키는 2m 정도이다. 붉은 줄기 밑부분에서 가지가 뭉쳐난다. 초여름에 잎겨드랑이에 노란 꽃이 하나씩 달린다.

## 분포
아프리카 열대 지역이 원산지인 것으로 추정된다.

## 재배
널리 재배한다.

## 쓰임새
줄기가 섬유 생산에 쓰인다. 꽃과 잎은 식용하며, 씨는 약용한다.